# Tour de Suisse 1967

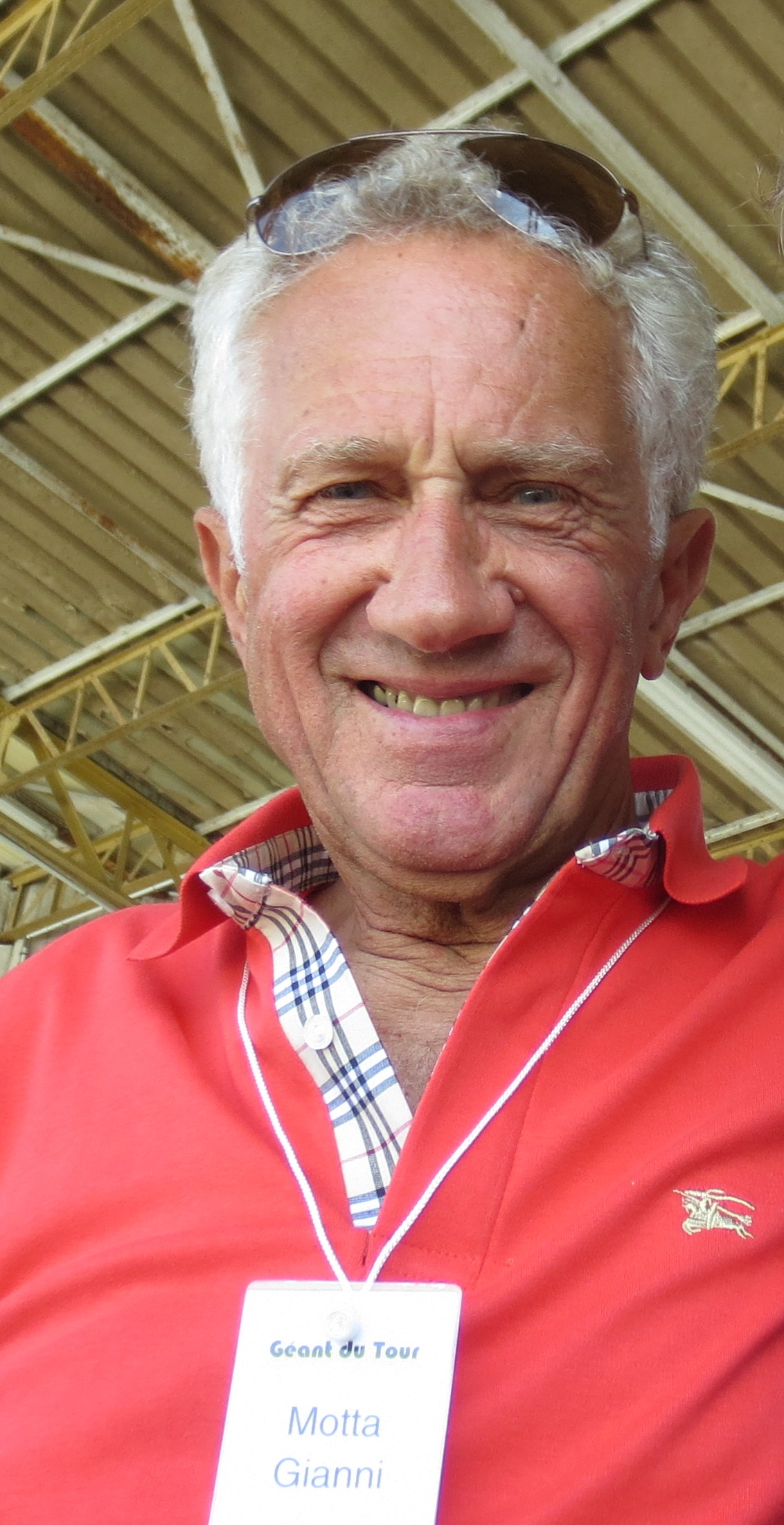
Gianni Motta (hier 2013) gewann zwei Etappen sowie die Gesamtwertung

Die 31. Tour de Suisse fand vom 18. bis 23. Juni 1967 statt. Sie führte über acht Etappen und eine Gesamtdistanz von 1200 Kilometern.
Gesamtsieger wurde der Italiener Gianni Motta. Die Rundfahrt startete in Zürich mit 81 Fahrern, von denen 57 Fahrer – ebenfalls in Zürich – ins Ziel kamen.

## Etappen
| Etappe    | Tag      | Start – Ziel           | km       | Etappensieger         | Gesamtwertung         |
| --------- | -------- | ---------------------- | -------- | --------------------- | --------------------- |
| 1. Etappe | 18. Juni | Zürich – Vaduz         | 190      | Daniel van Rijckeghem | Daniel van Rijckeghem |
| 2. Etappe | 18. Juni | Vaduz – Silvaplana     | 110      | Gianni Motta          | Gianni Motta          |
| 3. Etappe | 19. Juni | Silvaplana – Locarno   | 193      | Gianni Motta          | Gianni Motta          |
| 4. Etappe | 20. Juni | Martigny – Emmenbrücke | 237      | Gerben Karstens       | Gianni Motta          |
| 5. Etappe | 21. Juni | Emmenbrücke – Burgdorf | 143      | Harm Ottenbros        | Gianni Motta          |
| 6. Etappe | 22. Juni | Burgdorf – Möhlin      | 205      | Tomaso de Prà         | Gianni Motta          |
| 7. Etappe | 23. Juni | Möhlin – Brugg         | 74       | Walter Godefroot      | Gianni Motta          |
| 8. Etappe | 23. Juni | Brugg – Zürich         | 48 (EZF) | José-Maria Errandonea | Gianni Motta          |